# Christof Innerhofer
Christof Innerhofer, född 17 december 1984 i Italien. Han är en italiensk alpin skidåkare, som är bäst i störtlopp och super-g. Innerhofer debuterade i världscupen 2006. Första världscupsegern tog han i störtlopp i Bormio 28 december 2008.
Han vann VM-guld i super-G, brons i störtlopp och silver i superkombination under VM 2011 i Garmisch-Partenkirchen.
Vid olympiska vinterspelen 2014 vann Innerhofer silver i störtloppet och brons i superkombination.

## Världscupsegrar
| Datum            | Ort                    | Land      | Disciplin        |
| ---------------- | ---------------------- | --------- | ---------------- |
| 28 december 2008 | Bormio                 | Italien   | Störtlopp        |
| 26 februari 2011 | Bansko                 | Bulgarien | Superkombination |
| 15 mars 2012     | Schladming             | Österrike | Super-G          |
| 30 november 2012 | Beaver Creek           | USA       | Störtlopp        |
| 19 januari 2013  | Wengen                 | Schweiz   | Störtlopp        |
| 23 februari 2013 | Garmisch-Partenkirchen | Tyskland  | Störtlopp        |